# Vino Tinto (canción)
«Vino tinto» es una canción del dúo español Estopa, incluida en su segundo álbum de estudio, Destrangis (2001). La canción se ha convertido en una de las más emblemáticas del grupo, destacando por su fusión de rumba catalana con rock y pop.

## Antecedentes
Tras el éxito de su álbum debut homónimo en 1999, Estopa, formado por los hermanos David y José Muñoz, buscaba consolidar su carrera musical con un segundo trabajo que mantuviera su esencia y, al mismo tiempo, mostrara una evolución en su sonido. Destrangis se presentó como una continuación natural, incorporando letras cotidianas y cercanas que conectaban con su público. "Vino Tinto" emerge en este contexto como una representación de las experiencias y vivencias que los hermanos Muñoz querían transmitir en su música.

## Composición y Letra
La letra de "Vino Tinto" narra situaciones cotidianas y utiliza metáforas relacionadas con el vino para expresar emociones y estados de ánimo. La canción combina elementos de rumba catalana con influencias de rock y pop, creando un sonido distintivo que caracteriza al dúo. La voz rasgada de David Muñoz, junto con la guitarra rítmica de José, aportan una energía particular al tema.

## Posicionamiento en listas
| Lista (2002)                | Mejor posición |
| --------------------------- | -------------- |
| España (Los 40 Principales) | 1              |

## Certificaciones
| País   | Organismo certificador | Certificación | Ventas           | Ref.  |
| ------ | ---------------------- | ------------- | ---------------- | ----- |
| España | PROMUSICAE             | 3× Platino    | 180,000 unidades | [ 4 ] |